# Анелія (співачка)
Анелія (нар. 1 липня 1982 року, Стара Загора, Народна Республіка Болгарія) — болгарська співачка.

## Дискографія
- 2002 — Погледни ме в очите
- 2004 — Не поглеждай назад
- 2005 — Всичко води към теб
- 2006 — Пепел от рози
- 2008 — Единствен ти
- 2010 — Добрата, лошата
- 2011 — Игри за напреднали
- 2014 — Феноменална